# Ivan Göthner

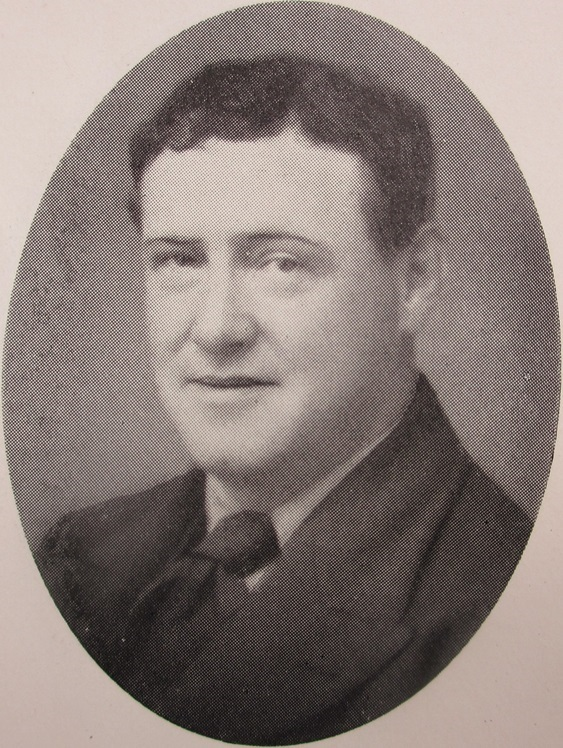
Ivan Göthner.

Folke Ivan Fritiof Göthner, född 28 augusti 1889 i Hammarö socken, Värmlands län, död 22 juni 1952 i Sandarne, var en svensk kemiingenjör.
Efter studentexamen 1909 och avgångsexamen från avdelningen för kemiteknik vid Chalmers tekniska läroanstalt i Göteborg 1914 var Göthner kemist och driftsingenjör vid Skutskärs cellulosafabrik 1914–18, driftsingenjör vid Bamble cellulosafabrik i Norge 1918–22 samt överingenjör och platschef vid Bergvik och Ala Nya AB:s sulfatfabrik i Sandarne från 1922. Han bedrev ett mycket intensivt forsknings- och utvecklingsarbete rörande terpener.